# Robert Hooke
Robert Hooke   (Freshwater, 18 de juliol de 1635 (Julià) - Londres, 3 de març de 1703 (Julià)) fou un científic anglès. Va ser un dels científics experimentals més importants de la història de la ciència i un polemista incansable. Els seus interessos van abastar camps tan dispars com la biologia, la medicina, la física, la microscòpia, la nàutica i l'arquitectura i va participar en la creació de la primera societat científica de la història, la Royal Society de Londres.

## Biografia
Hooke va néixer a Freshwater, a l'illa de Wight, fill de Cecily Gyles i John Hooke, un reverend anglicà. Va ser un nen feble i malaltís que va destacar ràpidament per la seva habilitat per al dibuix i les activitats manuals. A la mort del seu pare quan tenia 13 anys va anar a Londres per treballar d'aprenent, però fou aconsellat per estudiar en el col·legi de Westminster, on va excel·lir en llatí, grec i els Elements d'Euclides. El 1653 va guanyar una plaça de corista i servent al Christ Church College de la Universitat d'Oxford, on va treballar com a assistent per a Thomas Willis i des de 1658 de Robert Boyle, a més d'establir una amistat duradora amb Christopher Wren.
Entre 1658 i 1659, a petició de Robert Boyle, va construir la primera bomba d'aire basada en esbossos d'Otto von Guericke i l'obra de Ralph Greatorex, que va permetre a Boyle definir la primera llei dels gasos l'any 1662. L'historiador anglès de la ciència Robert Gunther ha suggerit que Hooke, col·laborant i fent observacions amb Boyle, podria haver desenvolupat els aspectes matemàtics de la llei de Boyle.
El 1660 va formular l'ara anomenada llei de Hooke, que descriu com un cos elàstic s'estira de forma proporcional a la força que s'exerceix sobre ell, fet que va donar lloc a la invenció del ressort helicoidal o molla. Va descriure per primera vegada aquest descobriment a l'anagrama ceiiinosssttuv, la solució del qual va publicar el 1678 com Ut tensio, sic vis que significa Com l'extensió, així la força. El treball de Hooke sobre l'elasticitat va culminar, a efectes pràctics, en el seu desenvolupament de la molla espiral, que per primera vegada va permetre que un rellotge portàtil mantingués el temps amb una precisió raonable. Una amarga disputa entre Hooke i Christiaan Huygens sobre la paternitat d'aquest invent havia de continuar durant segles després de la mort dels dos, però una nota datada el 23 de juny de 1670, que descriu un rellotge controlat per la tensió, a la Royal Society, va donar per bona la reclamació de Hooke.
El 1664 va ser nomenat professor del Gresham College i a partir d'aquest moment i fins a la seva mort va fer tota la seva vida en la seva residència a Bishopsgate Street, la seu del College, i els seus entorns.

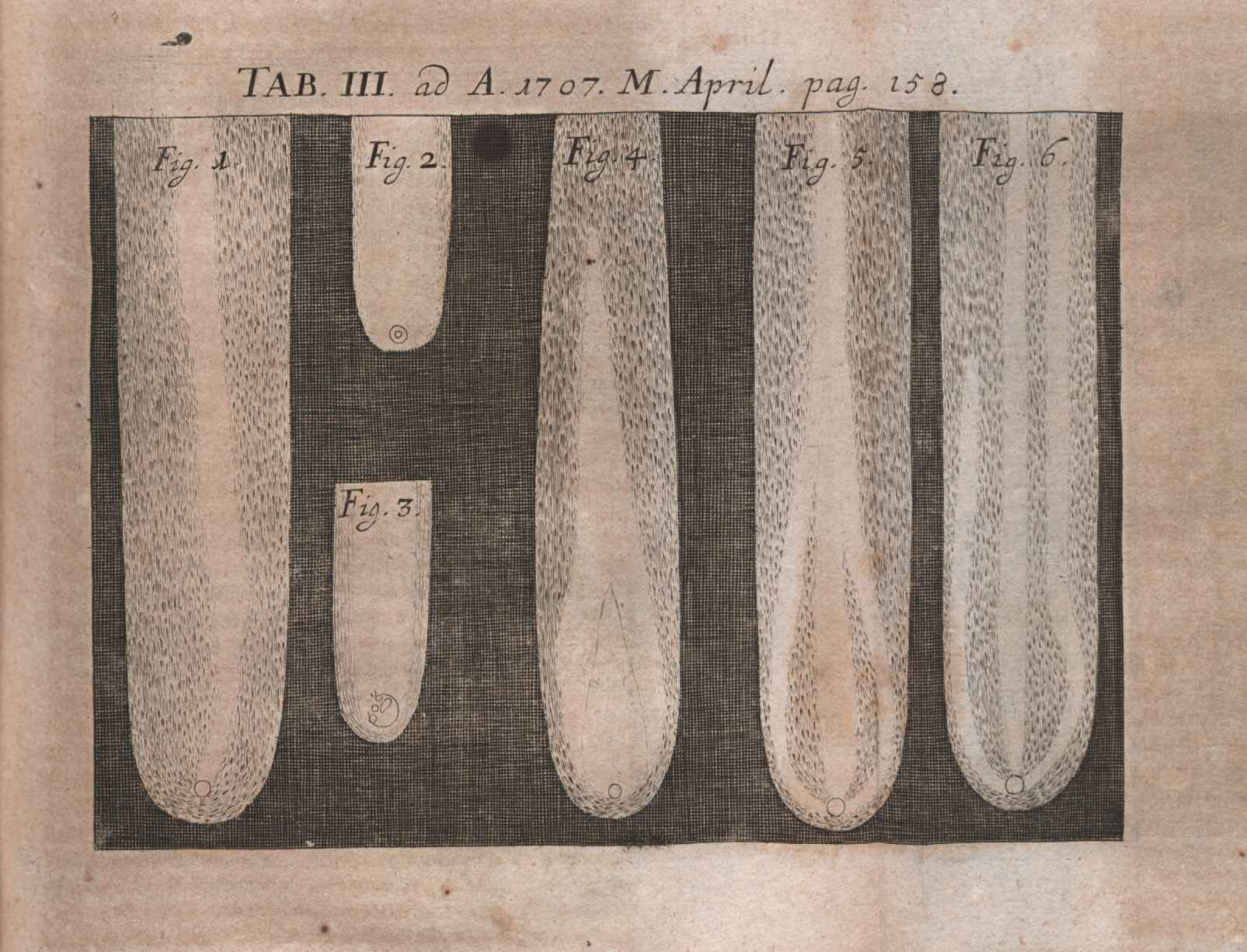
Il·lustració a The posthumous works of Robert Hooke... (Acta eruditorum, 1707)

El 1665 va publicar el llibre Micrographia, descripció de 50 observacions microscòpiques amb dibuixos molt detallats. Aquest llibre conté per primera vegada la paraula cèl·lula i s'hi apunta una explicació plausible sobre els fòssils. Hooke va descobrir les cèl·lules observant al microscopi una petita làmina de suro, adonant-se que estava formada per petites cavitats polièdriques que recordaven les cel·les d'un rusc. Per això va anomenar «cèl·lula» cada una d'aquestes cavitats. No va aconseguir determinar el paper clau que aquestes cel·les tenien com a constituents dels éssers vius. El que estava observant eren cèl·lules vegetals mortes amb la seva característica forma poligonal.
A les observacions publicades al Micrographia, mentre que molts dels seus contemporanis creien en l'èter com a mitjà per transmetre l'atracció o la repulsió entre cossos celestes separats, Hooke va defensar un principi atractiu de la gravitació, i en una conferència de la Royal Society en 1666 sobre la gravetat va afegir dos principis més: que tots els cossos es mouen en línies rectes fins que es desvien per alguna força i que la força d'atracció és més forta per als cossos més propers. Hooke va formular una teoria del moviment planetari i va mantenir contínues disputes amb el seu contemporani Isaac Newton sobre la teoria de la llum i la llei de la gravitació universal. Hooke va formular alguns dels aspectes més importants de la llei de la gravitació, però no va arribar a desenvolupar-los matemàticament, i va comentar aquesta teoria en un dels múltiples escrits que va dirigir a Isaac Newton. Quan Newton va publicar els seus Principia Mathematica (1687), on incloïa una prova de la gravitació, no va realitzar cap referència a Hooke. També va mantenir una duríssima polèmica que duraria decennis referida a la teoria de la llum.
Els invents mecànics i l'instrumental científic de mesura va ser, potser, el camp més prolífic de la seva creació científica. Juntament amb Boyle va dissenyar una bomba de buit. Com a inventor destacà per la invenció de la junta o articulació universal, el primer baròmetre, higròmetre i anemòmetre. Va ser també el responsable de l'establiment del punt de congelació de l'aigua com a referència fixa en el termòmetre. També col·laborà amb Christopher Wren en la reconstrucció de Londres després del gran incendi de 1666.
Entre 1667 i 1700 va donar una sèrie de conferències a la Royal Society a Londres en les que va exposar que els fòssils són les restes d'organismes que havien viscut en el passat, i que el seu trobament en llocs força estranys de l'escorça terrestre s'explica per les reubicacions de terra i mar resultants de terratrèmols.

## Ciència
El paper de Hooke a la Royal Society era demostrar experiments amb els seus propis mètodes o a proposta dels membres. Entre les seves primeres demostracions hi havia discussions sobre la naturalesa de l'aire i la implosió de bombolles de vidre que havien estat segellades amb aire calent tancat. També va demostrar que un gos es podia mantenir amb vida amb el tòrax obert, sempre que s'injectés aire i fora dels seus pulmons. Hooke estava angoixat per l'experiència de la vivisecció. En una carta a Boyle, va escriure: «Difícilment em veuré induït a fer més judicis d'aquest tipus, a causa de la tortura de la criatura». Va observar la diferència entre la sang venosa i arterial, i així va demostrar que el Pabulum vitae ('aliment de la vida') i flamae [flames] eren el mateix.
| « | Aquí, aleshores, observem una semblança sorprenent entre la combustió i la respiració animal. Sembla que els antics tenien una idea més precisa de la respiració que la majoria dels filòsofs que els van seguir. Van suposar que l'aire contenia un principi propi per al sosteniment i l'alimentació de la vida, que van anomenar pabulum vitae" – Thomas Garnett, Conferències populars sobre zoonomia, o les lleis de la vida animal, en salut i malaltia (1804). Ara sabem que això és oxigen | » |

També es van fer experiments sobre la gravetat, la caiguda d'objectes, el pes de cossos, la mesura de la pressió baromètrica a diferents altures i el moviment de pèndols fins a  6000 m. La seva biògrafa Margaret 'Espinasse el va descriure com el primer meteoròleg d'Anglaterra, en la seva descripció del seu assaig Method for make a history of the weather. (Hooke especifica que s'utilitzaran un termòmetre, un higròmetre, un ventòmetre i un full de registre per als registres meteorològics adequats. Hooke va descriure un indicador de velocitat del vent a Mètode, però no el va inventar.

### Astronomia

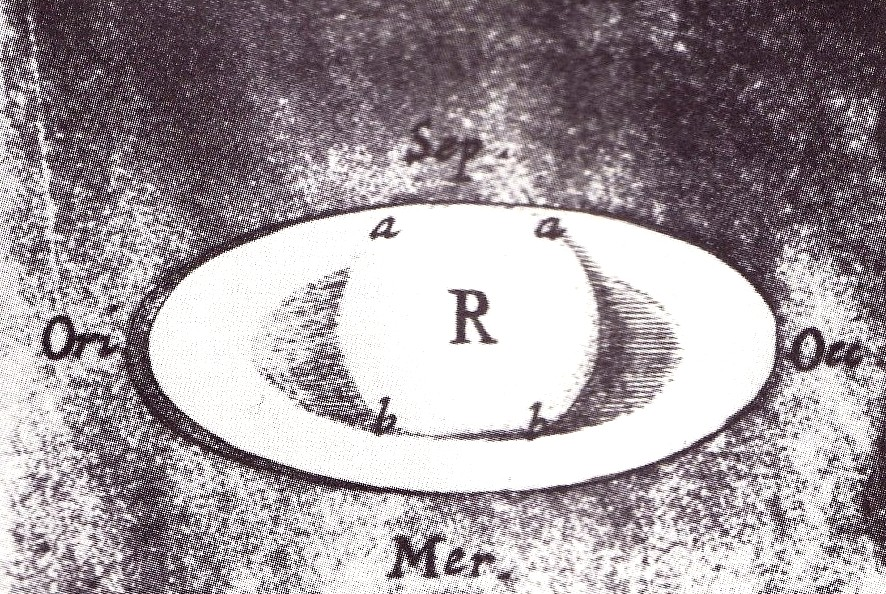
Hooke va observar les ombres (a i b) projectades pel globus i els anells l'un sobre l'altre en aquest dibuix de Saturn.

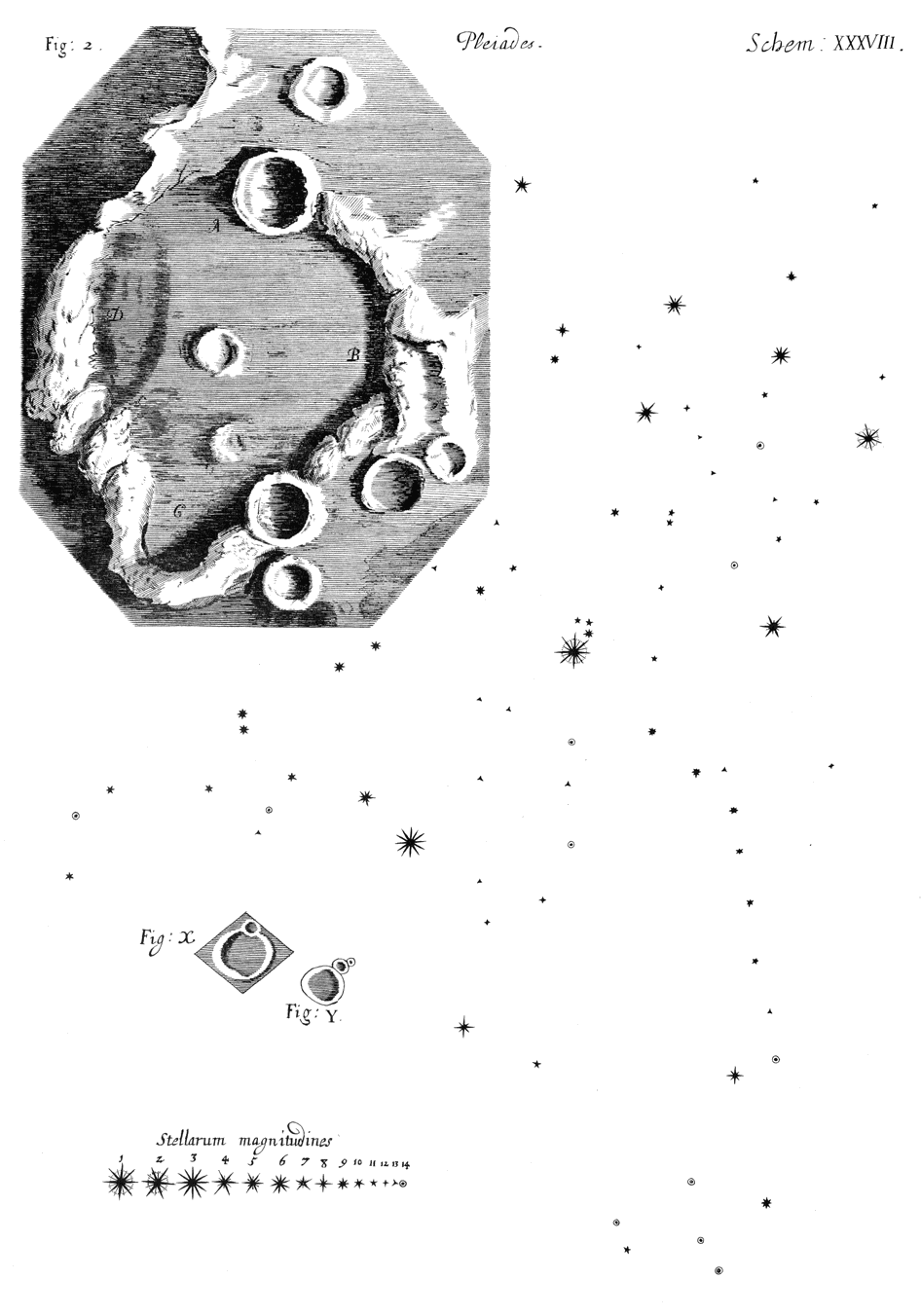
Dibuixos de la Lluna i les Plèiades de Hooke's Micrographia

El maig de 1664, utilitzant un telescopi refractant de 3,7 m, Hooke va observar la Gran Taca Vermella de Júpiter durant dues hores mentre es movia per la cara del planeta. El març de 1665 va publicar les seves troballes i a partir d'elles, l'astrònom italià Giovanni Cassini va calcular que el període de rotació de Júpiter era de nou hores i cinquanta-cinc minuts.
Un dels problemes més difícils que va investigar Hooke va ser la mesura de la distància de la Terra a una estrella diferent del Sol. Hooke va seleccionar l'estrella Gamma Draconis i va triar el mètode de determinació de paral·laxi. El 1669, després de diversos mesos d'observació, Hooke creia que s'havia aconseguit el resultat desitjat. Ara se sap que el seu equip era massa imprecís per obtenir una mesura precisa.
La Micrographia de Hopke conté il·lustracions del cúmul estel·lar de les Plèiades i dels cràters lunars. Va dur a terme experiments per investigar la formació d'aquests cràters i va concloure que la seva existència significava que la Lluna havia de tenir la seva pròpia gravetat, una desviació radical del model celeste aristotèlic contemporani. També va ser un dels primers observadors dels anells de Saturn, i va descobrir un dels primers sistemes d'estrelles dobles , Gamma Arietis, el 1664.
Per aconseguir aquests descobriments, Hooke necessitava instruments millors que els que estaven disponibles en aquell moment. En conseqüència, va inventar tres nous mecanismes: la Junta de Cardan, una articulació universal sofisticada que va permetre als seus instruments seguir sense problemes el moviment aparent del cos observat; la primera unitat de rellotgeria per automatitzar el procés; i un cargol micròmetre que li va permetre aconseguir una precisió de deu segons d'arc. Hooke estava insatisfet amb els telescopis refractors, així que va construir el primer telescopi gregorià pràctic que utilitzava un mirall de vidre platejat. Entre l'esforç inicial de Gregory i la millora de Hooke, Isaac Newton havia construït un telescopi reflector – però com que el seu mirall estava fet d'acer polit, es va tacar i ràpidament es va tornar no útil.

### Mecànica
El 1660, Hooke va descobrir la llei de l'elasticitat que porta el seu nom i descriu la variació lineal de la tensió amb extensió en una molla elàstica. Hooke va descriure per primera vegada aquest descobriment en un anagrama ceiiinosssttuv, la solució del qual va publicar el 1678 com a Ut tensio, sic vis ('Com l'extensió, així la força'). El seu treball sobre l'elasticitat va culminar amb el desenvolupament del ressort regulador o espiral, que va permetre per primera vegada un rellotge portàtil,  – un rellotge – per mantenir el temps amb una precisió raonable. Una amarga disputa entre Hooke i Christiaan Huygens sobre la prioritat d'aquesta invenció va continuar durant segles després de la mort d'ambdós, però una nota datada el 23 de juny de 1670 a les revistes de la Royal Society, que descriu una demostració d'un equilibri controlat, pot donar suport a la pretensió de prioritat de Hooke. No obstant això, és a Huygens a qui se li atribueix la construcció del primer rellotge que va utilitzar una balança.
L'anunci de Hooke de la seva llei de l'elasticitat mitjançant un anagrama va ser un mètode que els científics, com Hooke, Huygens i Galileu, utilitzaven de vegades per establir la prioritat d'un descobriment sense revelar detalls. Hooke va utilitzar anàlegs mecànics per entendre processos fonamentals com el moviment d'un pèndol esfèric i d'una bola en un con buit, per demostrar la força central deguda a la gravetat, i una xarxa de cadena penjant amb càrregues puntuals per proporcionar la forma òptima per una cúpula amb una creu pesada al damunt.
Tot i que es continuava informant del contrari, Hooke no va influir en la invenció de Thomas Newcomen de la màquina de vapor; aquest mite, que es va originar en un article de la tercera edició de l'Encyclopædia Britannica, és equivocat.

### Gravitació
Mentre que molts dels contemporanis de Hooke, com Isaac Newton, creien en l'èter com a mitjà per transmetre l'atracció i la repulsió entre cossos celestes separats, Hooke va defensar un principi d'atracció de la gravitació a Micrographia (1665). En una comunicació a la Royal Society el 1666, va escriure:
| « | Explicaré un sistema del món molt diferent de qualsevol encara rebut. Es basa en les següents posicions. 1. Que tots els cossos celestes no només tenen una gravitació de les seves parts cap al seu propi centre propi, sinó que també s'atrauen mútuament dintre de les seves esferes d'acció. 2. Que tots els cossos que tinguin un moviment simple, continuaran movent-se en línia recta, tret que se'n desviïn contínuament per alguna força aliena, fent-los descriure un cercle, una el·lipse o alguna altra corba. 3. Que aquesta atracció és tant més gran com els cossos estan més a prop. Quant a la proporció en què aquestes forces disminueixen amb l'augment de la distància, jo mateix no l'he descobert... | » |

La conferència de Hooke de 1674 a Gresham, An Attempt to Prove the Motion of the Earth by Observations (publicada el 1679), va dir que la gravitació s'aplica a tots els cossos celestes  i va reiterar aquestes tres proposicions.

Les declaracions de Hooke fins al 1674 no esmenten, però, que una llei del quadrat invers s'aplica o podria aplicar-se a aquestes atraccions. El seu model de gravitació tampoc era encara universal, tot i que s'acostava més a la universalitat que les hipòtesis anteriors. Hooke no va proporcionar proves acompanyades ni demostracions matemàtiques; va declarar el 1674: «Ara quins són aquests diversos graus [d'atracció gravitatòria] encara no he verificat experimentalment"», indicant que encara no sabia quina llei podria seguir la gravitació; i sobre tota la seva proposta, va dir: 
| « | Això només insinuo de moment ... tenint-me moltes altres coses a la mà que primer compleat, i per tant no puc assistir-hi tan bé (és a dir, proseguir aquesta investigació). | » |

El novembre de 1679, Hooke va iniciar un notable intercanvi de cartes amb Newton que es va publicar el 1960. El propòsit ostensible de Hooke era dir-li a Newton que ell (Hooke) havia estat nomenat per gestionar la correspondència de la Royal Society; Per tant, Hooke volia escoltar els membres sobre la seva recerca o les seves opinions sobre la recerca d'altres persones. Hooke va demanar les opinions de Newton sobre diversos assumptes. Entre altres elements, Hooke va esmentar «compondre els moviments celestes dels planetes d'un moviment directe per la tangent i un moviment atractiu cap al cos central»; la seva «hipòtesi de les lawes o causes de la primavera»; una nova hipòtesi de París sobre els moviments planetaris, que va descriure extensament; esforços per dur a terme o millorar enquestes nacionals; i la diferència de latitud entre Londres i Cambridge.
La resposta de Newton va oferir una fansy pròpia sobre un experiment terrestre en lloc d'una proposta sobre els moviments celestes que podrien detectar el moviment de la Terra; l'experiment utilitzaria un cos suspès a l'aire i després deixat caure. Hooke volia discernir com Newton pensava que el cos que cau podria revelar experimentalment el moviment de la Terra per la seva direcció de desviació de la vertical, però Hooke va continuar hipotèticament considerant com el seu moviment podria continuar si la Terra sòlida no hagués estat en el camí, en espiral. camí cap al centre. Hooke no estava d'acord amb la idea de Newton sobre el moviment continu del cos. Es va desenvolupar una altra breu correspondència; cap al final, escrivint el 6 de gener de 1680 a Newton, Hooke va comunicar la seva suposició ... que l'atracció sempre està en una proporció duplicada a la distància des del Center Reciprocall i, en conseqüència, que la velocitat estarà en una proporció subduplicada a l'atracció i, en conseqüència, com Kepler suposa Reciprocall a la distància. (La inferència de Hooke sobre la velocitat és incorrecta.)
El 1686, quan el primer llibre dels Principia de Newton es va presentar a la Royal Society, Hooke va dir que havia donat a Newton la "noció" de la «regla de la disminució de la gravetat, sent recíprocament com els quadrats de les distàncies del Center». Al mateix temps, segons l'informe contemporani d’Edmond Halley, Hooke va acceptar que "«la demostració de les corbes generades per això» era totalment de Newton.
Segons una avaluació del 2002 de la història primerenca de la llei del quadrat invers: «a finals de la dècada de 1660, la suposició d'una proporció inversa entre la gravetat i el quadrat de la distància era força comuna i havia estat avançada per diverses persones per diferents motius». A la dècada de 1660, Newton havia demostrat per al moviment planetari sota una hipòtesi circular, la força en la direcció radial tenia una relació de quadrat invers amb la distància des del centre. Newton, a qui el maig de 1686 se li va presentar la pretensió de prioritat de Hooke sobre la llei del quadrat invers, va negar que se'l atribuïssin com a autor de la idea, donant-hi raons, inclosa la citació d'altres treballs anteriors. Newton també va dir que, fins i tot si hagués sentit parlar per primera vegada de la proporció quadrada inversa de Hooke (cosa que Newton va dir que no), encara hi tindria alguns drets a causa dels seus desenvolupaments i demostracions matemàtiques. Aquestes, va dir, permetien confiar en les observacions com a prova de la seva precisió, mentre que segons Newton, Hooke, sense demostracions matemàtiques i proves a favor de la suposició, només podia endevinar que era aproximadament vàlida a grans distàncies del centre.
Newton sí que va acceptar i va reconèixer, en totes les edicions dels Principia, Hooke i altres havien apreciat per separat la llei del quadrat invers al sistema solar. Newton va reconèixer Wren, Hooke i Halley en aquest sentit al seu Scholium to Proposition 4 al llibre 1. En una carta a Halley, Newton també va reconèixer que la seva correspondència amb Hooke entre 1679 i 1680 havia despertat el seu interès latent per les qüestions astronòmics, però això no volia dir que, segons Newton, Hooke li hagués dit res nou o original. Newton va escriure:
| « | No obstant això, no li estic obligat per cap llum en aquest negoci... sinó només per la diversió que em va donar dels meus altres estudis per pensar en aquestes coses i pel seu dogmatisme com si hagués trobat la moció a l'Ellipsis, que em va inclinar a provar-ho. | » |

Mentre que Newton va ser principalment un pioner en l'anàlisi matemàtica i les seves aplicacions, i en l'experimentació òptica, Hooke va ser un experimentador creatiu d'una gamma tan gran que va deixar sense desenvolupar algunes de les seves idees, com ara la gravitació. El 1759, dècades després de la mort de Newton i Hooke, Alexis Clairaut, astrònom matemàtic eminent per dret propi en el camp dels estudis gravitacionals, va revisar el treball publicat de Hooke sobre la gravitació. Segons Stephen Peter Rigaud, Clairaut va escriure: «L'exemple de Hooke i el de Kepler [serveixen] per mostrar quina distància hi ha entre una veritat que s'entreveu i una veritat que es demostra». I. Bernard Cohen va dir: «La pretensió de Hooke sobre la llei del quadrat invers ha emmascarat el deute molt més fonamental de Newton amb ell, l'anàlisi del moviment orbital curvilini. En demanar massa crèdit, Hooke es va negar a si mateix. el mèrit que li deu per una idea seminal».

### Horologia

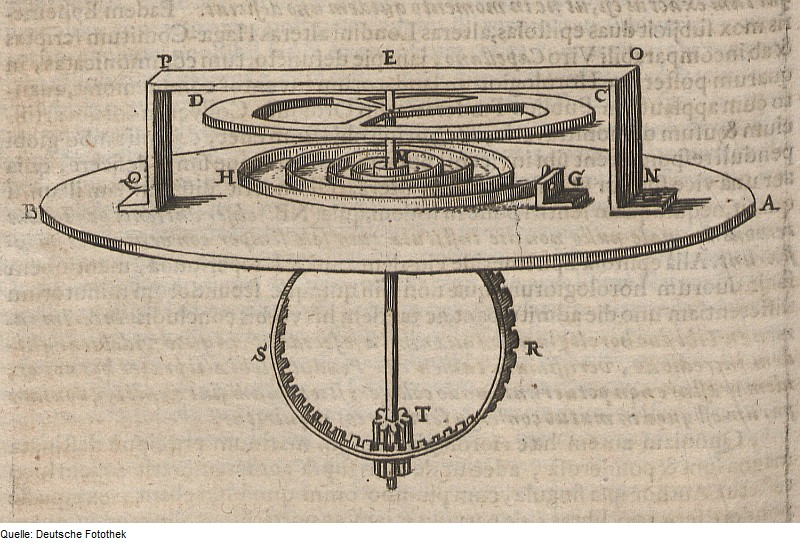
Dibuix de Christiaan Huygens d'un dels seus primers balanços, que està subjectat a un volant.

Hooke va fer importants contribucions a la ciència del cronometratge i va estar íntimament implicat en els avenços del seu temps; aquests incloïen el perfeccionament del pèndol com a millor regulador dels rellotges, l'augment de la precisió dels mecanismes del rellotge i l'ús del balanç per millorar la cronometratge dels rellotges.
Galileu havia observat la regularitat d'un pèndol i Huygens el va incorporar primer en un rellotge;  el 1668, Hooke va demostrar el seu nou dispositiu per mantenir un pèndol oscil·lant regularment en condicions inestables. La seva invenció d'una màquina de tallar dents va permetre una millora substancial en la precisió i precisió dels rellotges. Waller va informar que l'invent estava, per la mort de Hooke, en ús constant entre els fabricants de rellotges.
Hooke va anunciar que va concebre una manera de construir un cronòmetre marí per determinar la longitud. Com Gemma Frisius ja havia observat, cada quatre minuts de diferència de temps equival a un grau de diferència de longitud. La latitud es determina fàcilment per sextant i amb l'ajuda de Boyle i altres, va intentar patentar-lo. En el procés, Hooke va demostrar un rellotge de butxaca de la seva pròpia idea que estava equipat amb una molla helicoïdal connectada a l'eix de la balança. La negativa de Hooke a acceptar una clàusula d'evasió en el contracte exclusiu proposat per a l'ús d'aquesta idea va provocar el seu abandonament. La seva exclusivitat caducaria tan bon punt un altre hi fes alguna millora que, segons ell, seria fàcil de fer.
Hooke va desenvolupar el principi del balanç independentment de Huygens i almenys cinc anys abans. Huygens va publicar el seu propi treball al Journal de Scavans el febrer de 1675 i va construir el primer rellotge que funcionava amb un balanç.

### Microscòpia
El 1663 i el 1664, Hooke va fer les seves observacions microscòpiques, i algunes astronòmiques, que va recopilar a Micrographia el 1665. El seu llibre, que descriu observacions amb microscopis i telescopis, així com treballs originals en biologia, conté la primera observació registrada d'un microorganisme, el microfong Mucor. Hooke va encunyar el terme cèl·lula, cosa que suggereix una semblança entre les estructures vegetals i les cèl·lules de bresca. El microscopi fet a mà, amb eines de cuir i or que va dissenyar i va utilitzar per fer les observacions de Micrographia, que Christopher Cock va fer per a ell a Londres, s'exhibeix al Museu Nacional de Salut i Medicina de Maryland. El treball de Hooke es va desenvolupar a partir del de Henry Power, que va publicar el seu treball de microscòpia a Experimental Philosophy (1663);  al seu torn, el científic holandès Antonie van Leeuwenhoek va desenvolupar un augment d'augment i així va revelar protozous, cèl·lules sanguínies i espermatozoides.
Micrographia també conté les idees de Hooke, o potser de Boyle i Hooke, sobre la combustió. Els experiments de Hooke el van portar a concloure que la combustió implica un component de l'aire, una afirmació amb la qual els científics moderns estarien d'acord però que no es va entendre àmpliament, si no, al segle xvii. També va concloure que la respiració i la combustió impliquen un component específic i limitat de l'aire. Segons Partington, si «Hooke hagués continuat els seus experiments sobre combustió, és probable que hagués descobert l'oxigen».
Samuel Pepys va escriure sobre el llibre al seu diari el 21 de gener del 1664 o 1665: «Abans d'anar a dormir em vaig asseure fins a les dues a la meva cambra llegint les Observacions Microscopicall del Sr. Hooke, el llibre més enginyós que he llegit a la meva vida».
- Microscopi de Hooke, a partir d'un gravat a Micrographia
- Microscopi de Hooke[58]
- Gravat d'un poll de la Micrographia
- Dibuix d'una puça de Hooke
- Estructura cel·lular de suro per Hooke

### Paleontologia i geologia
Una de les observacions a Micrographia és de fusta fòssil, l'estructura microscòpica de la qual Hooke compara amb la de la fusta normal. Això el va portar a concloure que els objectes fossilitzats com la fusta petrificada i les petxines fòssils com els ammonits eren les restes d'éssers vius que havien estat remullats en aigua petrificada carregada de minerals. Creia que aquests fòssils proporcionaven pistes fiables sobre la història de la vida a la Terra i, malgrat les objeccions de naturalistes contemporanis com John Ray – que van trobar el concepte d’extinció teològicament inacceptable – que en alguns casos podrien representar espècies que s'havien extingit per algun desastre geològic. En una sèrie de conferències el 1668, Hooke va proposar la idea aleshores herètica que la superfície de la Terra s'havia format per volcans i terratrèmols, i que aquests últims eren els responsables de la troballa de fòssils de petxines molt per sobre del nivell del mar.
El 1835, Charles Lyell, el geòleg escocès i associat de Charles Darwin, va escriure sobre Hooke a Principis de geologia: «El seu tractat ... és la producció més filosòfica d'aquella època, pel que fa a les causes dels canvis anteriors en els regnes orgànic i inorgànic de la natura».

### Memòria
El model científic de la memòria humana de Hooke va ser un dels primers d'aquest tipus. En una conferència de 1682 a la Royal Society, Hooke va proposar un model mecànic analògic de la memòria humana que s'assemblava poc als models principalment filosòfics dels escriptors anteriors. Aquest model abordava els components de la codificació, la capacitat de memòria, la repetició, la recuperació i l'oblit – alguns amb una precisió sorprenentment moderna. Segons el professor de psicologia Douglas Hintzman, els punts més interessants del model de Hooke són que permet l'atenció i altres influències de dalt a baix en la codificació; fa servir la ressonància per implementar la recuperació paral·lela i depenent de les indicacions; explica la memòria recent; ofereix un compte d'un sol sistema de repetició; i la llei de poder de l'oblit es pot derivar de l'assumpció del model d'una manera senzilla.

### Altres
El 8 de juliol de 1680, Hooke va observar els patrons nodals associats amb els modes de vibració de les plaques de vidre. Va fer un llaç per la vora d'un plat de vidre cobert de farina i va veure com emergeixen els patrons nodals. En acústica, l'any 1681, Hooke va mostrar a la Royal Society que els tons musicals es poden generar utilitzant engranatges giratoris de llautó tallats amb dents en proporcions particulars.